# 農連市場
農連市場（のうれんいちば）は、沖縄県の「県民の台所」として親しまれてきた市場。沖縄県那覇市樋川の農連市場「のうれんプラザ」と、沖縄市住吉にある「中部農連市場」がある。

## 農連市場 (那覇市)

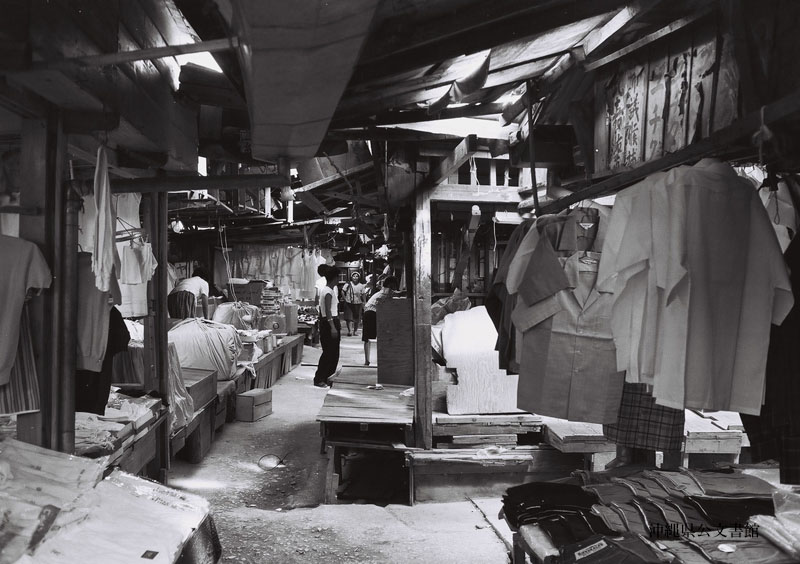
牧志公設市場から農連市場をつなぐ水上店舗 (1961年1月)

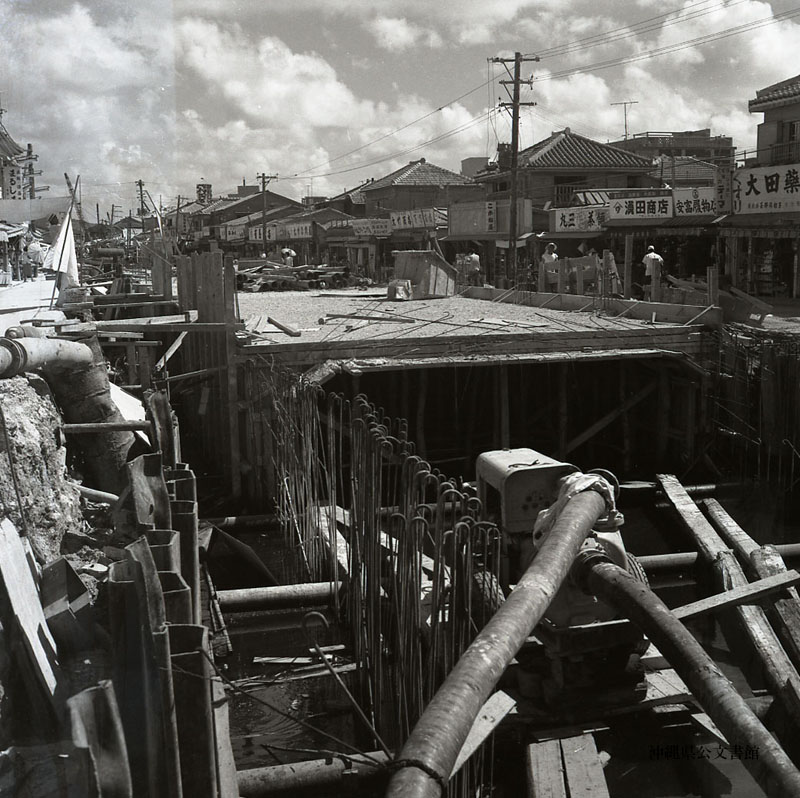
農連市場から牧志ダイナハまで、ガーブ川にふたをする工事が進められる。(1963年9月5日)

### 旧「農連中央市場」

#### 概要
- 競り市場ではなく、品物に値札がない、売り手と買い手が交渉して値段を決める昔ながらの「相対売り」で、だれでも買い物できる。深夜1時から営業が始まり、朝、暗いうちに商売のピークを迎え、日中はゆっくりとした時間が流れる。
- 生鮮食品、野菜、乾物、惣菜、食堂があり、観光地化された牧志公設市場とはまた異なる地元に愛されるマチグヮーの雰囲気を良く残す場所であった。

#### 歴史
- 1945年、沖縄戦の激戦地の一つシュガーローフの戦いの場となった那覇新都心地区をはじめ旧那覇市は官庁など都市機能が集中していたため沖縄戦で灰燼に帰し、戦後は米軍の物資集積場や貯油施設、兵舎などが立ち並ぶ占領地となったため、住民が米軍の民間人収容所や疎開先から戻り始めても、那覇へ立ち入ることはできなかった[2]。11月10日、米軍占領地となった旧那覇市の一角に、陶器や瓦製造のための職人を中心とした最初の103名が那覇入りし壺屋を復興する[3]、周辺に人々が集まり、1947年頃、自然発生的に闇市が立つようになった[4]。
- 1949年頃、那覇市寄宮（よりみや・よせみや）に、闇市におろす野菜などの卸売り市場ができる。現在の牧志公設市場から農連市場をつなぐガーブ川（我部川）ぞいの商店街が川のうえに水上店舗として発展する。1953年、現在の那覇新都心地域が米軍住宅地 (牧港住宅地区) として接収されたため、寄宮の人口が急速に拡大する。
- 1953年6月18日、琉球農連（琉球農業協同組合連合会、現・沖縄県農業協同組合）が那覇市樋川2丁目に「農連中央市場」をスタートする[5]。敷地面積約1,000坪に120以上のさまざまな店舗が営業し、大勢の人でにぎわった。
- 1962年8月28日、農連市場から牧志のダイナハ前まで、ガーブ川に蓋をし暗渠にする工事が進められる。1964年2月27日に起工式がおこなわれ新たに新天地市場水上店舗となる。
- 2017年10月20日、農連地区の防災とインフラ整備・都市開発を目指す「農連市場地区防災街区整備事業」のシンボルとなる「のうれんプラザ」の落成式が行われ、店舗が引っ越した[6]。65年間にわたって県民の台所を支えた旧「農連市場」は多くの人に惜しまれながらその幕を閉じた[7]。

### 新「のうれんプラザ」
新「のうれんプラザ」はガーブ川をへだて北側に完成した。地上3階建てで1階が野菜などの売り場に、2階に食堂や卸売り業者などが入っている。がらりとかわったビル内の雰囲気でいかに昔ながらのマチグヮー文化が継承されうるか、これからの課題となっている。

かつての農連市場 (那覇市) のようす
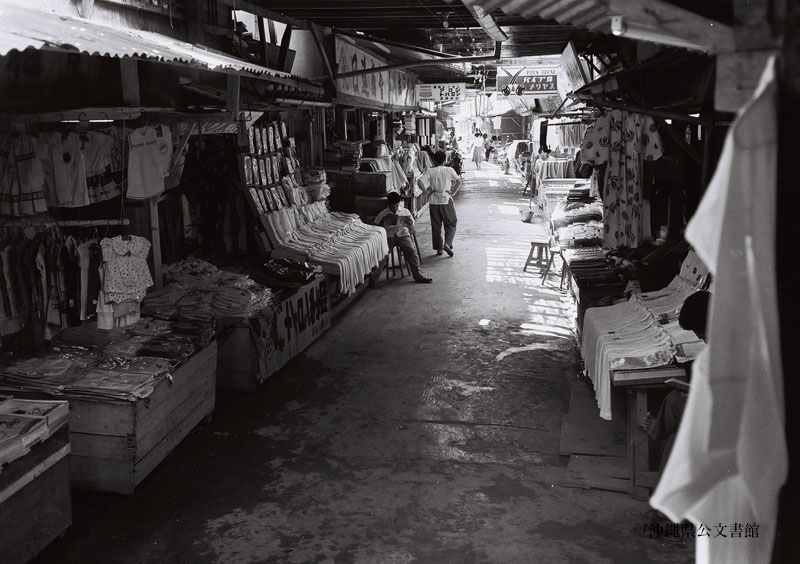
ガーブ川の水上市場（1961年1月）
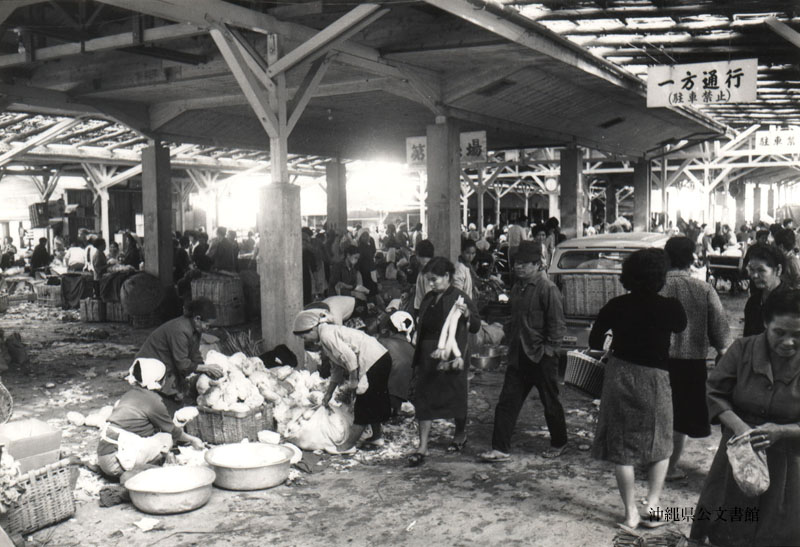
那覇 農連市場 (1965)
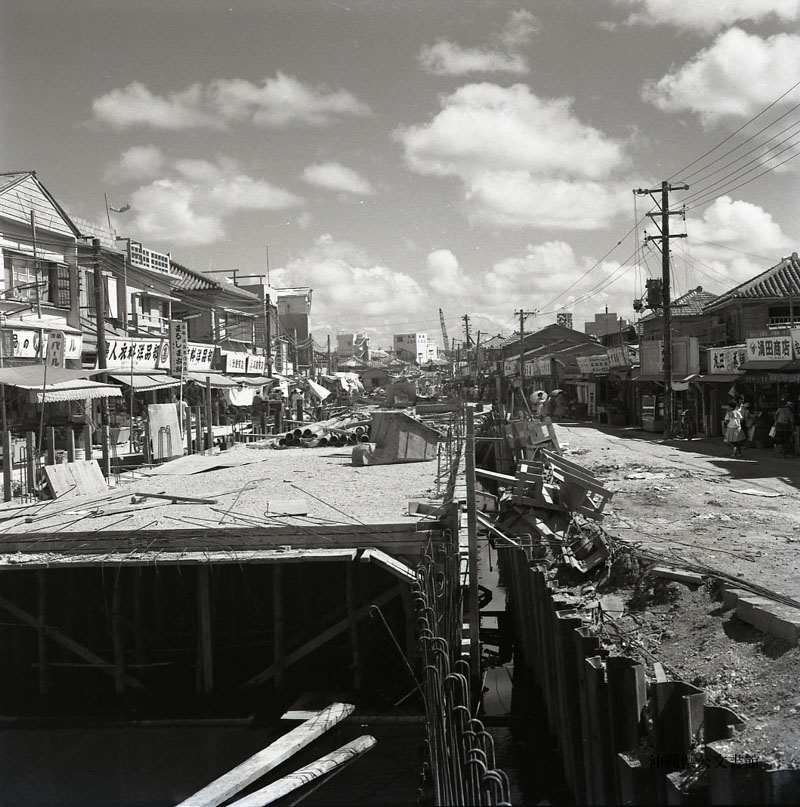
ガーブ川新天地市場建設 1963年9月5日
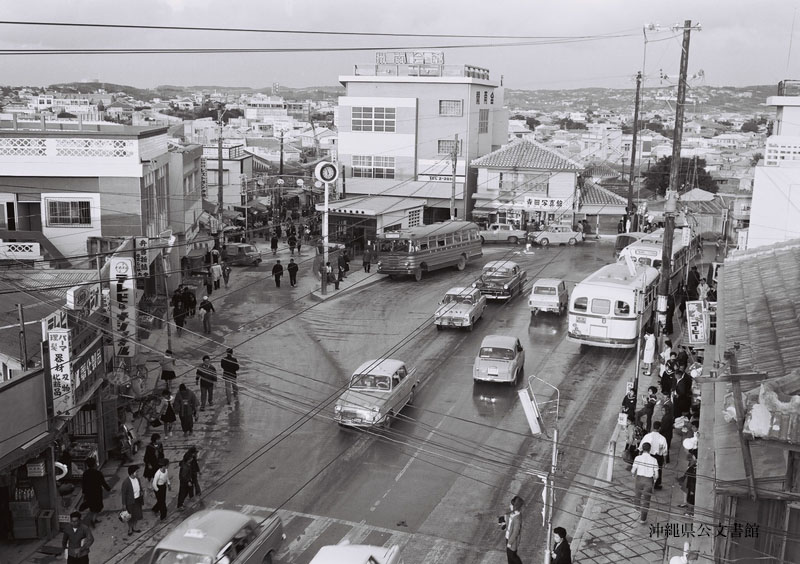
那覇 開南大通り 1964年2月
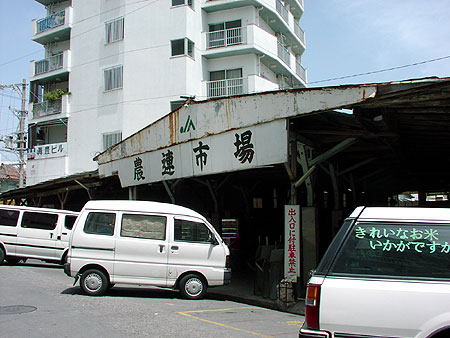
農連市場 (2009)
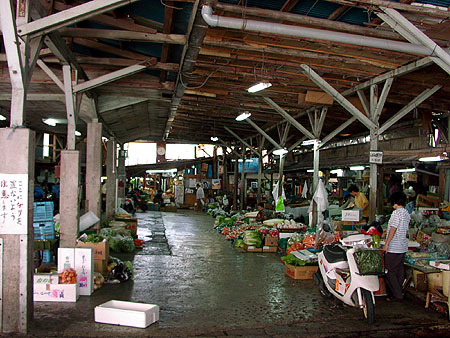
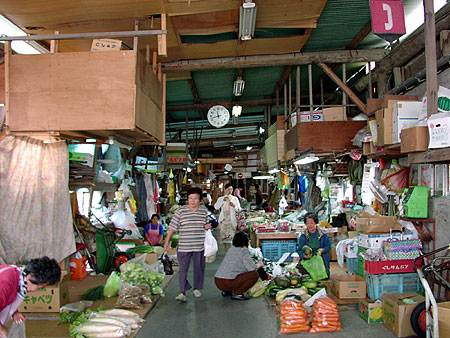
農連市場 (2009)
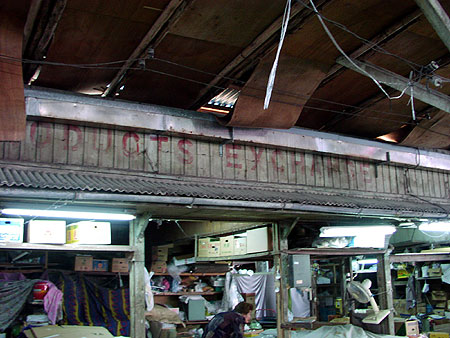
農連市場 (2009)
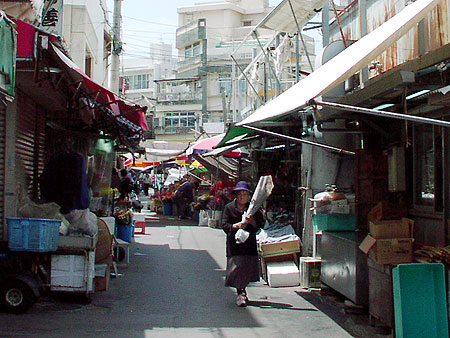
農連市場 (2009)

## 中部農連市場
沖縄市住吉にある「中部農連市場」は昔ながらのまちぐわーの姿を残す現役である。コザの国道330号線安慶田交差点の北側にある。

中部農連市場 (沖縄市)
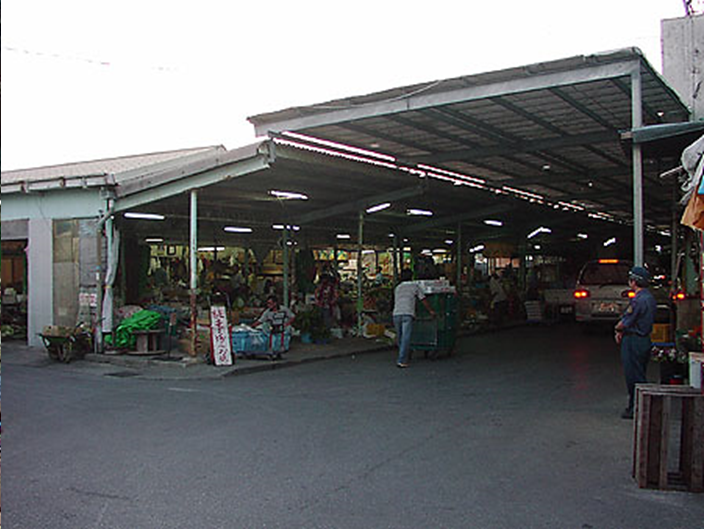
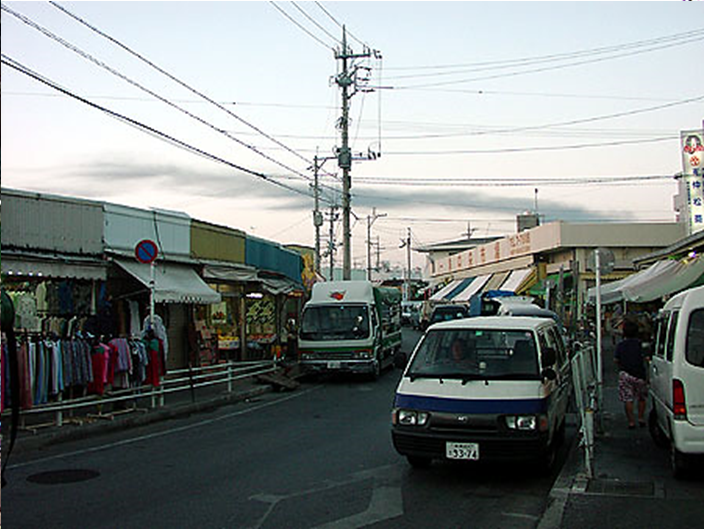
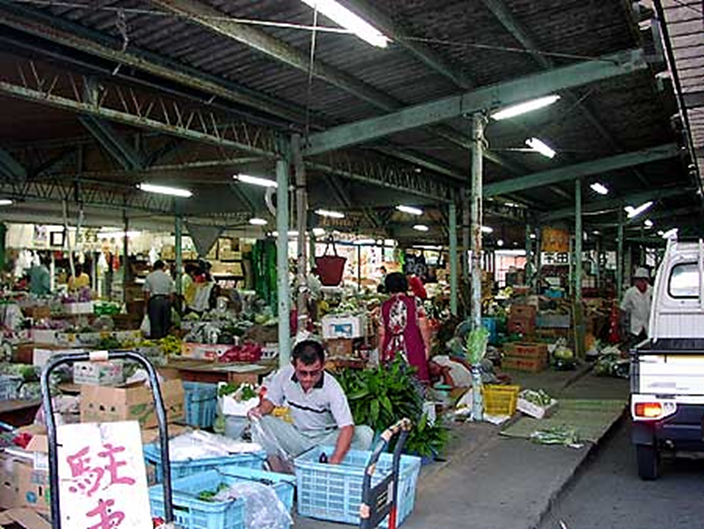